# Hat Full of Stars
Hat Full of Stars (рус. Шляпа, полная звёзд) — четвёртый студийный альбом Синди Лопер, вышедший в 1993 году.

## Информация об альбоме
Hat Full of Stars вышел в 1993 году, через 4 года после предыдущего студийного альбома Синди A Night to Remember, и заметно отличался от всех предыдущих работ певицы как в плане музыки (появилось R&B звучание, ранее отсутствовавшее в творчестве Лопер), так и в плане лирики. Тематика песен альбома тесно связана с детством Синди, проведённом в Бруклине 1950-х годов. В них поднимаются такие острые социальные вопросы как нелегальные аборты, расизм и домашняя жестокость.
Несмотря на значительное уменьшение продаж по сравнению с альбомами, записанными Синди в 1980-е годы, Hat Full of Stars оказался достаточно успешным. В мире было продано более 4 миллионов копий этого альбома. Особенно популярным он стал во Франции (на волне успеха сингла «The World Is Stone», вышедшего годом ранее) и в Японии (где альбомы Синди традиционно пользуются высоким спросом). Одним из немногих музыкальных рынков, холодно принявших альбом, стал рынок США, где Hat Full of Stars смог подняться лишь до 112 места в чартах. Во многом это было связано с нежеланием лейбла проводить широкую промокампанию.

## Список композиций
1. «That’s What I Think» (Синди Лопер, Eric Bazilian, Rob Hyman, Allee Willis) — 4:39
2. «Product of Misery» (Лопер, Bazilian, Hyman) — 4:11
3. «Who Let In the Rain» (Лопер, Willis) — 4:37
4. «Lies» (Лопер, Willis) — 3:40
5. «Broken Glass» (Лопер, Marv DePeyer, Junior Vasquez) — 5:34
6. «Sally’s Pigeons» (Лопер, Mary Chapin Carpenter) — 3:48
7. «Feels Like Christmas» (Лопер, Bazilian, Hyman) — 4:35
8. «Dear John» (Лопер, Bazilian, Hyman) — 3:40
9. «Like I Used To» (Лопер, Willis) — 4:28
10. «Someone Like Me» (Лопер, Bazilian, Hyman, Willis) — 4:07
11. «A Part Hate» (Лопер, Tom Gray, Дэвид Торнтон) — 4:56
12. «Hat Full of Stars» (Лопер, Nicky Holland) — 4:28

## Синглы
| #  | Название              | Дата |
| -- | --------------------- | ---- |
| 1. | «Who Let In the Rain» | 1993 |
| 2. | «That’s What I Think» | 1993 |
| 3. | «Sally’s Pigeons»     | 1993 |
| 4. | «Hat Full of Stars»   | 1993 |

## Чарты
| Страна         | Высшая позиция |
| -------------- | -------------- |
| Австрия        | 32             |
| Великобритания | 56             |
| Германия       | 52             |
| Италия         | 24             |
| США            | 112            |
| Франция        | 9              |
| Швейцария      | 32             |
| Япония         | 15             |